# Góry Bialskie i Grupa Śnieżnika
Góry Bialskie i Grupa Śnieżnika (PLH020016) – projektowany specjalny obszar ochrony siedlisk sieci Natura 2000, aktualnie obszar mający znaczenie dla Wspólnoty, wyznaczony na podstawie dyrektywy siedliskowej Unii Europejskiej (Dyrektywa Rady 92/43/EWG) i zatwierdzony w 2009 roku. Pierwszy projekt wyznaczenia tej ostoi przygotowany został we współpracy z naukowcami i przyrodnikami w latach 2002–2003 przez Instytut Ochrony Przyrody PAN z Krakowa.
Obszar leży w województwie dolnośląskim, w powiecie kłodzkim, na terenie gmin: Bystrzyca Kłodzka, Lądek-Zdrój, Stronie Śląskie i Międzylesie.
W skład ostoi o powierzchni ponad 19 tysięcy ha wchodzą dwa masywy górskie we wschodnich Sudetach: Góry Bialskie i Masyw Śnieżnika. Ponad 90% obszaru obejmują lasy. Do siedlisk leśnych występujących na tym obszarze i podlegających ochronie na podstawie dyrektyw UE należą m.in. kwaśne i żyzne buczyny oraz górskie bory świerkowe. Duże znaczenie mają także górskie łąki konietlicowe użytkowane ekstensywnie oraz górskie murawy bliźniczkowe. Łącznie na tym obszarze występuje 11 typów siedlisk wymienionych w Załączniku I dyrektywy siedliskowej. Stwierdzono tu także 9 gatunków zwierząt wymienianych w Załączniku II dyrektywy siedliskowej, w tym 5 gatunków nietoperzy. W dolinie Kleśnicy (Masyw Śnieżnika) w skałach metamorficznych występują wapienie krystaliczne, w których zachodzą zjawiska krasowe (np. jaskinie). Przykładem jest Jaskinia Niedźwiedzia w Kletnie z dobrze rozwiniętą szatą naciekową, która jest jednocześnie największym znanym zimowiskiem rzadkiego nocka orzęsionego Myotis emarginatus w Polsce i jednym z największych zimowisk nietoperzy w polskiej części Sudetów. Jest to jeden z najcenniejszych pod względem przyrodniczym obszarów w Sudetach.
Ponad 95% powierzchni obszaru leży w granicach Śnieżnickiego Parku Krajobrazowego. Najcenniejsze tereny są chronione przez 5 rezerwatów przyrody: Śnieżnik Kłodzki, Puszcza Śnieżnej Białki, Nowa Morawa, Jaskinia Niedźwiedzia i Wodospad Wilczki.